# Clusia gardneri
Clusia gardneri är en tvåhjärtbladig växtart som beskrevs av Jules Émile Planchon och Triana. Clusia gardneri ingår i släktet Clusia och familjen Clusiaceae. Inga underarter finns listade i Catalogue of Life.